# Pilar automotivo
Pilares são os suportes verticais ou quase verticais da área da janela de um carro ou estufa - designados respectivamente como  A, B, C  e em carros maiores, e pilar D, movendo-se da frente para a retaguarda, em vista de perfil.
A consistente designação alfabética dos pilares de um carro fornece uma referência comum para discussão de projeto e comunicação crítica. Como exemplo, equipes de resgate de veículos pesados usam a nomenclatura de pilares para facilitar a comunicação ao cortar veículos naufragados, como ao usar as ferramentas de resgate hidráulico.
Os pilares B são por vezes referidos como "posts" (sedan de duas portas ou quatro portas "post").

## Delinear
No caso do pilar B (ou centro) em sedãs de quatro portas, o pilar é tipicamente uma estrutura de aço fechada soldada na parte inferior do painel do balancim e piso do carro, bem como na parte superior do trilho ou painel do teto. Este pilar fornece suporte estrutural para o painel do teto do veículo e é projetado para travar a porta da frente e montar as dobradiças para as portas traseiras.
Como os componentes corporais mais caros para desenvolver ou re-ferramenta, o projeto de teto e porta de um veículo é um fator importante para atender aos padrões de segurança e acidentes.Alguns projetos empregam pilares de pára-brisa mais finos e chanfrados, pilares A, para ajudar a melhorar a visão do motorista (reduzindo assim os pontos cegos) através do uso de aço de liga mais forte nesses componentes. Como "talvez a mais complexa de todas as estruturas do veículo", o centro ou o pilar B pode ser uma montagem em várias camadas de vários comprimentos e resistência.